# Попов, Александр Протогенович
Алекса́ндр Протоге́нович Попо́в (Попов 1-й; 20 апреля 1828, Волоколамск — 21 сентября 1887, Москва) — русский архитектор, археолог, реставратор, художник и преподаватель. Автор ряда гражданских и церковных зданий в Москве, строитель здания Государственного исторического музея.

## Биография
Старший брат Алексея Протогеновича Попова (Попова 2-го). В 1849 году окончил Московское дворцовое архитектурное училище (МДАУ) со званием архитекторского помощника старшего класса. В 1852—1861 годах служил в том же училище старшим учителем черчения, рисования орнаментов и перспективы. С 1855 года преподавал в Училище живописи и ваяния Московского художественного общества; c 1865 года — в Московском училище живописи, ваяния и зодчества.
В 1859 году получил звание архитектора Придворного ведомства. В 1871 году — архитектор при Московской городской думе, в 1873 году — член Строительного совета при Московской городской управе. В 1878 году возглавил строительство здания Музея имени Его Императорского Высочества Государя Наследника Цесаревича вместо ушедшего архитектора В. О. Шервуда. А. П. Попов фактически завершил строительство музея, разработал инженераный проект башен здания и проекты художественного оформления всех 11-ти экспозиционных залов, опираясь на замысел А. С. Уварова. Заведовал архитектурным отделом Рязанско-Козловской железной дороги, работал в имениях А. С. Уварова и H. A. и В. П. Медведниковых. Помощниками А. П. Попова некоторое время работали архитекторы Л. Ф. Даукша и Р. И. Клейн.
С 1879 года являлся членом-корреспондентом, с 1886 года — действительным членом Московского археологического общества. Участвовал трудах Общества, занимался исследованием памятников русской архитектуры под руководством Ф. Ф. Рихтера, выезжал для осуществления обмеров памятников во Владимир, Суздаль и Ростов. В 1884 году получил чин действительного статского советника. Приобрёл известность постройкой и реставрацией ряда зданий и церквей.
Отец архитектора и археолога В. А. Попова.

## Архитектурные работы
- Надзор за строительством Рязанского вокзала по проекту Р. И. Кузьмина (1863, Москва, Комсомольская площадь), не сохранился[4];
- Перестройка и приспособление под размещение Московского археологического общества Палат Аверкия Кириллова (1868, Москва, Берсеневская набережная, 20)[3];
- Доходный дом (1875, Москва, Подсосенский переулок, 11)[4];
- Доходный дом (1876, Москва, Казарменный переулок, 10)[4];
- Южный придел церкви Петра и Павла у Яузских ворот (1876, Петропавловский переулок, 4-6)[4][5];
- Александровские казармы (1877—1878, Москва, Павловская улица, 8/4)[2];
- Завершение строительства здания Музея имени Его Императорского Высочества Государя Наследника Цесаревича по проекту В. О. Шервуда, проект башен здания и отделка залов музея (1878—1881, Москва, Красная площадь, 1/2)[4][1];
- Доходный дом (1884, Москва, Колпачный переулок, 7)[4];
- Строительство Собора Троицы Живоначальной в Князь-Владимирском монастыре по проекту П. К. Козиха (1885—1888, Москва, Новомосковский административный округ, Филимонки)[6][2];
- Возведение фасадного корпуса Селезнёвских бань (1888, Москва, Селезнёвская улица, д. 15, стр. 1)[7][8];
- Перестройка усадьбы А. С. Уварова (?, Поречье)[1].

## Труды
- «Сведения о времени построения и архитектурных особенностях церкви Николая Чудотворца, что в Мясниках в Москве» («Труды Моск. Археол. Общества», т. X),
- «О Звенигородском Успенском соборе» (ib., т. XI).